# Células T gamma/delta
Las células T gamma-delta (células T γδ) representan un pequeño subconjunto de células T que poseen un receptor de linfocitos T (TCR) distinto en su superficie. La mayoría de los linfocitos T son αβ (alpha beta) con TCR compuestos por dos cadenas de glicoproteína llamadas cadena α (alpha) y β (beta) de receptores de células T. En cambio, las células γδ tienen un TCR formado por una cadena γ (gamma) y una cadena δ (delta). Este grupo de células T suele ser menos frecuente que los linfocitos T αβ, pero se encuentran en gran abundancia en la mucosa intestinal, entre una población de linfocitos conocida como linfocitos intraepiteliales.
Las moléculas antigénicas que activan a las células T γδ son todavía desconocidas en gran medida. Sin embargo, las células T γδ tienen la peculiaridad de que, al parecer, no requieren procesamiento antigénico o la presentación de epítopos peptídicos por moléculas del complejo mayor de histocompatibilidad (MHC). Además, se cree que las células T γδ juegan un papel importante en el reconocimiento de antígenos lipídicos.  Son células de naturaleza invariable y su activación puede ser desencadenada por señales de alarma, así como proteínas de choque térmico (HSP, del inglés heat shock protein).
También existe una subpoblación de células T γδ dentro del compartimento epidérmico de la piel de ratón. Originalmente denominadas  células dendríticas epidérmicas Thy-1+ (thy1+DEC), estas son ahora conocidas como células dendríticas T epidérmicas (DETC). Las DETCs surgen durante el desarrollo fetal y expresan un receptor Vγ3 Vδ1 de células T (utilizando la nomenclatura de Garman).

## Células T gamma-delta en la inmunidad innata y adaptativa
Aún no se comprenden por completo las condiciones que desencadenan una respuesta por parte de las células T gamma-delta; conceptos actuales que se refieren a estas, como: “primera línea de defensa”, “células reguladoras”, o “un puente entre la respuesta innata y la adaptativa”, solo se refiere a ciertas facetas de su complejo comportamiento. De hecho, las células T γδ forman todo un sistema linfocítico que se desarrolla bajo la influencia de otros leucocitos, en el timo y en la periferia. Al madurar, estas células se dividen en subgrupos funcionalmente distintos que obedecen a sus propias reglas (desconocidas, en su mayoría). 
Al igual que otros tipos de células T no convencionales que portan TCRs invariables, así como las células T Natural Killer restringidas al receptor CD1d, las células T γδ exhiben varias características que las colocan en el límite entre un sistema inmune innato primitivo más evolucionado que permite una respuesta rápida beneficiosa contra una variedad de agentes extraños, y el sistema adaptativo, en el que los linfocitos B y T coordinan una respuesta inmune más lenta pero altamente específica que origina una memoria inmunitaria de larga duración contra futuros ataques del mismo antígeno.
Es claro que la complejidad de la naturaleza de las células T γδ abarca definiciones tanto de la respuesta inmune innata como de la adaptativa:
- Por una parte, las células T γδ pueden ser consideradas un componente de la inmunidad adaptativa ya que reorganizan los genes de TCR produciendo una diversidad de las regiones de unión, y desarrollan un fenotipo de memoria.
- Sin embargo, las subpoblaciones de células T γδ también pueden ser consideradas parte de la inmunidad innata,[4] ya que puede usarse un TCR restringido como receptor de patrón de reconocimiento.[5] Por ejemplo, de acuerdo a este paradigma, un gran número de células T Vγ9/Vδ2 (de humano) responden a moléculas producidas por microorganismos dentro de un lapso de horas, y células T intraepiteliales Vδ1 altamente restringidas responden a células epiteliales estresadas que indican peligro.
- Investigaciones recientes muestran que células T Vγ9/Vδ2 de humano también son capaces de fagocitar, una característica que solía ser atribuida exclusivamente a células del linaje mieloide como neutrófilos, monocitos y células dendríticas.[6]

## Familias genéticas en distintas especies

### En ratones de laboratorio (mus musculus)

#### Cadenas Vγ de ratón
La siguiente tabla resume la nomenclatura de las cadenas Vγ de ratón e indica los anticuerpos monoclonales que se utilizan a menudo para identificar estas cadenas. Existen dos sistemas de nomenclatura que se usan en la actualidad (Heilig; Garman), muchos autores no especifican el sistema que utilizan. Por ejemplo, el IMGT (del inglés International Immunogenetics Information System) utiliza la notación Heilig, pero eso no está indicado en su página web. Esta tabla se refiere a los segmentos génicos de cada variable Vγ y a los anticuerpos monoclonales que detectan las cadenas proteícas Vγ correspondientes. Nótese que la nomenclatura “oficial” propuesta por Hayday no se utiliza tan extensamente, creando confusión en la literatura. Una ventaja y a la vez desventaja de la nomenclatura de Hayday es que está basada en el orden de genes del genoma B6, pero esto podría no ser aplicable a otras cepas.

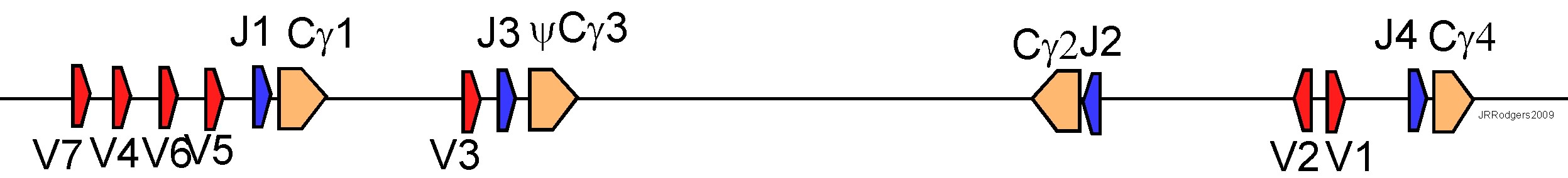
Mouse Vgamma locus for C57BL/6 genome; drawn to scale. Chromosome 13: 1.927 to 1.440 Megabp Heilig notation

| Sistema de Heilig and Tonegawa | Sistema de Garman | " Sistema de Hayday" | Anticuerpos                                                        | Comentarios                                                                                |
| ------------------------------ | ----------------- | -------------------- | ------------------------------------------------------------------ | ------------------------------------------------------------------------------------------ |
| Vγ5                            | Vγ3               | GV1S1                | 536; 17D1 Específico para clonotipo Vγ5(Heilig)+Vδ1                | Piel, Jγ1Cγ1                                                                               |
| Vγ6                            | Vγ4               | GV2S1                | 17D1; Puede detectar Vγ6Vδ1 cuando se pretrata con anticuerpos GL3 | Mucosa reproductiva;Jγ1Cγ1                                                                 |
| Vγ4                            | Vγ2               | GV3S1                | UC310A6                                                            | Pulmón;Jγ1Cγ1                                                                              |
| Vγ7                            | Vγ5               | GV4S1                | F2.67 Pereira                                                      | Forma más común de linfocitos intraepiteliales intestinales ortólogos de Vγ1 Jγ1Cγ1 humano |
| Vγ1                            | Vγ1.1             | GV5S1                | 2.11 Pereira 1995                                                  | Tejidos linforides periféricos;Jγ4Cγ4                                                      |
| Vγ2                            | Vγ1.2             | GV5S2                |                                                                    | Jγ1Cγ1                                                                                     |
| Vγ3                            | Vγ1.3             | GV5S3                |                                                                    | Jγ3-pseudoCγ3                                                                              |

### Tipos en humanos

#### Células T Vδ2+ en humanos
Las células T Vγ9/Vδ2 aparecen solo en humanos y otros primates y representan una población menor y no convencional de leucocitos en sangre periférica (0,5-5%); aun así, se asume que juegan un papel inicial y esencial en la percepción de “peligro” creado por la invasión de patógenos, ya que se expanden drásticamente es muchas infecciones agudas y pueden exceder a los demás tipos de linfocitos en pocos días, por ejemplo en tuberculosis, salmonelosis, brucelosis, ehrlichiosis, tularemia, listeriosis, toxoplasmosis, y malaria. Todas las células T Vγ9/Vδ2 reconocen el mismo pequeño compuesto microbiano,  o (E)-4-hidroxi-3-metil-but-2-enil pirofosfato (HMB-PP), que es un intermediario natural de la vía independiente mevalonato de la biosíntesis de isopentenil pirofosfato (IPP). HMB-PP es un metabolito esencial en la mayoría de las bacterias patógenas como Mycobacterium tuberculosis y parásitos de la malaria, pero está ausente en el organismo hospedero (humano). Las especies bacterianas que carecen de la vía independiente de mevalonato y sintetizan IPP por la vía del mevalonato clásica, como Streptococcus, Staphylococcus, y Borrelia, no pueden producir HMB-PP y no activan específicamente las células T Vγ9/Vδ2.
El mismo IPP está muy relacionado estructuralmente con HMB-PP y está presente ubicuamente en todas las células vivas, incluidas las humanas, pero su potencia in vitro está reducida 10,000 veces; no está aún claro si IPP representa una señal de “peligro” fisiológico indicativo de células estresadas o transformadas. Los aminobisfosfonatos sintéticos son de interés farmacológico y tienen bioactividades comparables a IPP; entre ellos están zoledronate (Zometa) o pamidronate (Aredia), que se utilizan mucho en el tratamiento para la osteoporosis y las metástasis óseas, e incidentalmente actúan como antagonistas del receptor de célula T Vγ9/Vδ2. Sin embargo, cada vez hay más evidencia que sugiere que estos “antígenos” aminobisfosfonato no son reconocidos directamente por las células T Vγ9/Vδ2, sino que actúan indirectamente por medio de sus efectos sobre la vía biosintética de mevalonato, originando una acumulación de IPP. Finalmente, se ha descrito que ciertas aminas alquiladas activan las células T Vγ9/Vδ2 in vitro, pero solo sucede a concentraciones milimolares, es decir, con potencias 106-108 menores que las de HMB-PP, lo que pone en duda su relevancia fisiológica.
Aún no está claro si estos antígenos no peptídicos se unen directamente al TCR Vγ9/Vδ2 o si requieren un elemento presentador. A pesar de que hay evidencia de que existen contactos célula-céulula entre linfocitos T Vγ9/Vδ2 y células presentadoras de antígeno, ninguna de las moléculas presentadoras de antígeno conocidas, como las proteínas del complejo mayor de histocompatibilidad de clase I o II (CMH-I o CMH-II) o CD1, son necesarias para la activación de las células T gamma-delta, lo que sugiere la existencia de una nueva molécula presentadora. Evidencia importante del reconocimiento directo de antígenos no peptídicos por TCR Vγ9/Vδ2 procede de estudios que demostraron que la transfección de TCR Vγ9/Vδ2 le otorga capacidad de responder a una célula a la que antes no respondía; además, los anticuerpos anti-TCR gamma-delta bloquean el reconocimiento antigénico. Así, la presencia de TCR Vγ9/Vδ2 funcional parece imprescindible para que haya una respuesta a antígenos no peptídicos, aunque las bases de las grandes diferencias de la bioactividad de moléculas muy relacionadas como HMB-PP e IPP no se pueden explicar con los modelos convencionales de presentación/reconocimiento de epítopos.
Las células T Vγ9/Vδ2 también pueden comportarse como células profesionales presentadoras de antígenos. Al parecer las células T Vγ9/Vδ2 humanas se caracterizan por un programa de migración particular, que incluye la expresión de muchos receptores de quimiocinas inflamatorias (CXCR3, CCR1, CCR2 y CCR5). Esto significa que la estimulación con IPP o HMB-PP induce la migración a los tejidos linfáticos, específicamente al área de las células T en los ganglios linfáticos. Así, la estimulación de las células T Vγ9/Vδ2 con fosfoantígenos da lugar a la expresión de múltiples marcadores asociados a células presentadoras de antígeno, como las moléculas CMH-I y CMH-II, moléculas coestimuladoras (CD80, CD86) y receptores de adhesión (CD11a, CD18, CD54). Las células T Vγ9/Vδ2 activadas, se comportan como células presentadoras de antígenos (células T γδ presentadoras) y presentan antígenos a células T αβ. Esto provoca que las células vírgenes T αβ CD4+ y CD8+ se conviertan en células efectoras. La diferenciación inducida por células T γδ presentadoras, en la mayoría de los casos origina una respuesta de células T cooperadoras, generalmente Th1 proinflamatoria con la producción subsiguiente de IFN-γ y TNF-α. Pero en caso de que haya una baja proporción de células T γδ presentadoras con respecto a los CD4+, se produce una diferenciación de algunas células T αβ vírgenes a células Th2 (IL-4) o Th0 (IL-4 más IFN-γ). Las células T Vγ9Vδ2 humanas son también células con una excelente actividad de presentación cruzada de antígenos, un proceso que describe la captación de antígenos exógenos y su paso por la vía del CMH-I para la inducción de células T citotóxicas CD8+. Las células T citotóxicas activadas de ese modo pueden matar células infectadas o células tumorales. Esto podría ser utilizado en la inmunoterapia de cáncer y enfermedades infecciosas.

#### Células T no Vδ2+ en humanos
La gran diversidad estructural de los TCRs  Vδ1 y Vδ3 y la existencia de clonas de Vδ1+ reactivas contra las moléculas de CMH, y no CMH sugiere que existe el reconocimiento de un conjunto heterogéneo muy diverso de antígenos por células no Vδ2, aunque las interacciones entre TCR no Vδ2 y cualquier antígeno no ha sido demostrada. Se ha propuesto que el gen MICA (MHC class-I-chain-related gene A) es un importante antígeno tumoral que puede ser reconocido por células T Vδ1+. No obstante, la baja afinidad de la interacción MICA-TCR Vδ1 estimada por análisis de resonancia plasmónica de superficie pone en duda la importancia funcional del reconocimiento de MICA y también de MICB (CMH class-I-chain-related gene B) por parte de los TCR Vδ1+.
Las células T γδ no Vδ2 se expanden en varios contextos infecciosos que implican bacterias intracelulares (micobacterias y Listeria) y extracelulares, como Borrelia burgdorferi o virus (VIH, citomegalovirus). En la mayoría de los casos, los estímulos que activan la expansión de Vδ1 no derivan de los patógenos sino que corresponden a productos de genes endógenos que presumiblemente son regulados positivamente durante la infección. 
Los antígenos reconocidos por las células T no-Vδ2 expandidas en los contextos infecciosos descritos anteriormente no están bien caracterizados, pero el hecho de que las respuestas de células T Vδ1+ no sean bloqueadas por anticuerpos monoclonales dirigidos contra las moléculas CMH clásicas y no clásicas conocidas, sugiere que el reconocimiento de una nueva clase de antígenos inducidos por estrés.